# K.Kalenahalli, Channarayapatna
K.Kalenahalli là một làng thuộc tehsil Channarayapatna, huyện Hassan, bang Karnataka, Ấn Độ.